# 生活協同組合コープおきなわ
生活協同組合コープおきなわは、沖縄県浦添市西原に本部を置く生活協同組合である。通称はコープ、生協（せいきょう）。

## 沿革
- 1976年2月29日 810人の組合員が集まり、コープおきなわの前身「沖縄南部市民生活協同組合」設立。
- 1979年5月 沖縄南部市民生活協同組合から沖縄県民生活協同組合へ名称変更。
- 1984年9月 組合員1万人達成。
- 1988年2月 物流センターが完成。
- 1990年7月 組合員5万人達成。
- 1991年8月 沖縄県民生活協同組合から生活協同組合コープおきなわへ名称変更。
- 1994年4月 コープ首里（1号店）開店。
- 1995年10月 コープこくばオープン。
- 1995年10月 組合員10万人達成。
- 1995年12月 コープ美里オープン。
- 1996年11月 コープ山内オープン。
- 1998年2月 コープ牧港オープン。
- 2002年2月 旧ココマート寒川店がコープ寒川に生まれ変わり開店。
- 2003年1月11日 沖縄市が市建設業者会、コープおきなわと災害時応援で協定を結ぶ。沖縄県内では市町村と業者間で災害協定が結ばれるのは初めてのケース。
- 2003年3月 ISO14001認証取得。
- 2003年12月 コープおきなわ初となる複合施設コープあっぷるタウンオープン。
- 2005年6月6日 黒糖本舗垣乃花との開発で廃糖蜜を液状化した黒糖シロップ新発売。
- 2005年10月14日 サン食品と共同外発した業界初の冷凍沖縄そば発売。
- 2005年12月29日 県セルプセンターとの企画で始まった、作業所によるしめ縄作り福祉作業所製作のしめ縄を初販売。
- 2007年3月5日 コープあわせを閉店。
- 2007年3月25日 琉球ジャスコ（当時、現・イオン琉球）、丸大、ユニオンと共同で洗わずに使えるカット野菜「簡単菜食シリーズ」を共同開発し4月から4社の各店舗で販売を、商品には沖縄県産野菜を使用し、農産物生産加工販売の農業法人グリーンフィールドが一括して生産する。
- 2009年4月19日 恩納村産モズクを使用したコロッケ「もずっくコロちゃん」の惣菜コーナーで発売。同村漁協や同村立仲泊小中学校、沖縄ハム総合食品などとの共同開発し、売上金の一部はサンゴ養殖活動など沖縄の海を守る活動に寄付する。6月下旬頃から冷凍パック製造販売開始。
- 2010年2月10日 コープこくばを沖縄県立芸術大学の学生が外観から内装、ロゴマーク、職員の制服までデザインし、店舗内に沖縄県内スーパーで初めての社会福祉法人からし種の会の障害福祉サービス事業所「アトリエ種子」がベーカリー「パンの家アトリエ種子」を出店し、学生や福祉団体とのコラボレーションで、人と人がつながる店舗を目指しリニューアルオープン。
- 2010年11月26日 コープおろくオープン。
- 2011年 「フードアクション・ニッポンアワード」で地域おこしの取り組みが優秀賞受賞
- 2012年7月 夕食宅配「ゆーたく」スタート
- 2012年7月 「協同組合地域貢献コンテスト」最優秀賞受賞
- 2014年3月 移動販売車「まちかど便」スタート
- 2014年9月 （株）ハートコープおきなわ設立
- 2014年10月 おたがいさま牧港　スタート
- 2015年6月 （株）ハートランドおきなわ設立
- 2017年3月 新西原センター　開所
- 2017年6月 ラオス サーイ村でのラオラオ酒協同組合設立支援プロジェクト調印式
- 2017年10月 コープなご宮里オープン
- 2018年10月 「コープでんき」組合員さん向け受付開始
- 2019年5月 消費者庁より「ベスト消費者サポーター章」授与される
- 2020年5月 農林水産省主催「第４回食育活動表彰」で農林水産大臣賞受賞
- 2020年10月 コープハウジングのモデルルームオープン
- 2020年11月 コープ葬祭「ひやごんホール」オープン

## 店舗一覧
- 那覇市
  - コープ首里（首里汀良町）
  - コープこくば（国場）
  - コープ寒川（首里寒川町）　
  - コープあっぷるタウン（おもろまち）
  - コープおろく（鏡原）
- 浦添市
  - コープ牧港（牧港）
- 沖縄市
  - コープ山内（南桃原）
  - コープ美里（美原）
- 名護市　
  - コープなご宮里（宮里）

## 閉店店舗
- 沖縄市
  - あわせ店（比屋根）